# Spory terytorialne Rosji
Spory terytorialne Rosji – spory toczone między Federacją Rosyjską a innymi państwami wokół przynależności państwowej poszczególnych obszarów lądowych i wodnych. Większość sporów granicznych zostało odziedziczonych przez Federację Rosyjską w spadku po Związku Radzieckim i rozwiązanych drogą kompromisu, za pomocą negocjacji dyplomatycznych. Sporami terytorialnymi powstałymi po rozpadzie ZSRR są: konflikt o przynależność państwową Krymu wraz z Sewastopolem spowodowany jego aneksją przez Rosję i spór o szelf kontynentalny w Arktyce. Do nierozstrzygniętych sporów ponadto należą spór japońsko-rosyjski o Południowe Kuryle i spór abchasko-rosyjski o Agibę. Potencjalne zarzewie sporu stanowi brak ratyfikacji umowy o przebiegu granicy morskiej z USA przez parlament rosyjski.

## Ukończone spory terytorialne Federacji Rosyjskiej
Większość sporów granicznych odziedziczonych przez państwo rosyjskie po rozpadzie ZSRR zostało rozwiązanych drogą kompromisu, za pomocą negocjacji dyplomatycznych. Stuletni spór pomiędzy Chinami i Rosją o przebieg granicy na rzekach Amur, Ussuri i Argun został definitywnie ukończony na mocy porozumienia z 2004 roku.
W 2005 roku zakończono wytyczanie granicy rosyjsko-kazachskiej. Ustalono m.in. podział spornych wysp na Morzu Kaspijskim.
W 2010 roku zakończono 40-letni spór norwesko-rosyjski o akwen na Morzu Barentsa i Oceanie Arktycznym o powierzchni ok. 175 tys. km².
Po uzyskaniu suwerenności przez Rosję w 1991 roku władze fińskie kilkukrotnie potwierdzały brak roszczeń terytorialnych wobec części rosyjskiej Karelii i innych obszarów, o które upominały się niektóre fińskie ugrupowania polityczne. Finlandia oficjalnie zrzekła się spornych terytoriów na rzecz ZSRR w paryskim traktacie pokojowym z 1947 r.
Niektóre środowiska polityczne w Estonii i na Łotwie domagają się przywrócenia granic państwowych ustalonych na mocy traktatu z Tartu i traktatu ryskiego (1920), co jest sprzeczne z porozumieniami zawartymi pomiędzy tymi krajami a Rosją w latach 1996 i 1997.

## Aktualne spory o obszary lądowe

### Spór ukraińsko-rosyjski o Krym
Przyczynę sporu terytorialnego pomiędzy Ukrainą i Rosją stanowi inkorporacja Krymu wraz z Sewastopolem w skład Federacji Rosyjskiej, która nastąpiła w 2014 roku. Ukraińsko-rosyjski spór terytorialny oscylował początkowo (w latach 1991-2013) wokół braku wytyczonej granicy między dwoma państwami na morzach Azowskim i Czarnym. W marcu 2014 roku Siły Zbrojne Federacji Rosyjskiej przeprowadziły operację specjalną na Krymie, która doprowadziła do poddania się przeważającej części wojska ukraińskiego na tym półwyspie, jego przejścia na stronę Rosji i w większości wcielenia do sił zbrojnych Rosji. Operacja specjalna umożliwiła względnie pokojowe oderwanie się Krymu od Ukrainy, co nastąpiło 11 marca 2014, kiedy to połączone zgromadzenie radnych Rady Najwyższej Republiki Autonomicznej Krymu i Rady Miejskiej Sewastopola przyjęło deklarację niepodległości Republiki Krymu. W deklaracji niepodległościowej powołano się wprost na przypadek Kosowa i wyrok z 22 lipca 2010, w którym Międzynarodowy Trybunał Sprawiedliwości uznał, że jednostronna deklaracja niepodległości Kosowa nie narusza prawa międzynarodowego. 17 marca 2014 Rada Najwyższa ogłosiła niepodległość Krymu (w składzie którego tymczasowo połączyły się Republika Autonomiczna Krymu oraz miasto wydzielone Sewastopol), co było konsekwencją referendum, w którym za przyłączeniem Krymu z Sewastopolem do Rosji zagłosowało według oficjalnych danych krymskich 96,57% uczestników przy frekwencji 84%. Tego samego dnia niepodległość Krymu uznała Rosja. 18 marca 2014 podpisano umowę między Rosją a Krymem (razem z miastem wydzielonym Sewastopol) o włączeniu całego Krymu do Rosji.
Ukraina i większość państw świata nadal uznaje Krym jako republikę autonomiczną w składzie Ukrainy. Republikę Krymu i Sewastopol jako część Federacji Rosyjskiej uznały do tej pory oficjalnie (de iure): Afganistan, Kuba, Nikaragua, Korea Północna, Rosja, Syria i Wenezuela. Prezydent Białorusi Alaksandr Łukaszenka uznał przynależność Krymu do Rosji de facto. Niewiążąca prawnie Rezolucja Zgromadzenia Ogólnego ONZ nr 68/262 27 marca 2014 uznaje przyłączenie Krymu do Rosji za sprzeczne m.in. z Deklaracją Zasad Prawa Międzynarodowego z 24 października 1970 czy Aktem Końcowym KBWE z 1 sierpnia 1975. Za rezolucją uznającą referendum krymskie za "nieważne" opowiedziało się 100 państw – członków Organizacji Narodów Zjednoczonych, 11 było przeciw, 58 wstrzymało się od głosu, 24 nie brało udziału w głosowaniu. Rezolucja ta nie jest prawnie wiążąca na mocy art. 25 Karty Narodów Zjednoczonych.

### Spór japońsko-rosyjski o Południowe Kuryle
Do nierozwiązanych problemów należy spór japońsko-rosyjski o południową część Wysp Kurylskich. Japonia na konferencji w San Francisco w 1951 roku zrzekła się praw do Wysp Kurylskich, zajętych przez wojska ZSRR 18 sierpnia 1945 roku podczas wojny na Pacyfiku. W okresie zimnej wojny władze japońskie uznały jednak, że traktat nie obejmuje wysp: Iturup, Kunaszyr, Szykotan i grupy wysepek Habomai o łącznej powierzchni 5175 km², stanowiących „Terytoria Północne Japonii”. Od zwrotu tych wysp uzależniła także zawarcie traktatu pokojowego z ZSRR, którego nie podpisano do dzisiaj.

### Spór abchasko-rosyjski o Agibę
Nierozstrzygniętym do tej pory sporem jest także przynależność państwowa części wsi Agiba i okolicznych terenów o powierzchni ok. 160 km² położonych na rosyjsko-abchaskiej granicy. W okresie radzieckim, przypuszczalnie omyłkowo granica pomiędzy Rosyjską FSRR a Abchaską ASRR została przeprowadzona pośrodku wsi Agiba, rozdzielając niekiedy gospodarstwa domowe i rolne na dwie części. Obecnie cały sporny obszar znajduje się pod administracją rosyjską. Spór komplikuje dodatkowo odmowa uznania niepodległości Abchazji przez władze gruzińskie, które Abchazję uznają za autonomiczną republikę podległą Tbilisi.

## Aktualne spory o akweny

### Spór o przebieg granicy morskiej z USA
Radziecki, a następnie rosyjski parlament do tej pory nie ratyfikował radziecko-amerykańskiej umowy z 1990 roku o przebiegu granicy ze Stanami Zjednoczonymi na Morzu Beringa.

### Spór o szelf kontynentalny w Arktyce
Przyczyną nowego sporu może okazać się rywalizacja między Rosją, Kanadą, Stanami Zjednoczonymi, Norwegią i Danią o strefę ekonomiczną w roponośnej Arktyce. Od 2001 roku Rosja nalega na Komisję Granic Szelfu Kontynentalnego o poszerzenie granic strefy rosyjskiej na Oceanie Arktycznym na podstawie wyników badań geograficznych szelfu.